# Mästerskap
Mästerskap syftar antingen på högsta skicklighet eller på en tävling där någon med denna skicklighet utses. I den förra betydelsen har ordet funnits i svenskan sedan yngre fornsvensk tid, tidigare i formen mästarskap. I den senare betydelsen har den noterats i svensk skrift sedan 1887; ordet är en avledning av mästare (ursprungligen från latinets magister).

## Tävlingsbegrepp
Mästerskap som tävlingsbegrepp finns i svenskan sedan sent 1800-tal, vilket sammanfaller med framväxten av den breda tävlingsidrotten i Sverige. Ordets motsvarigheter i andra språk är ofta liknande avledningar av ord för mästare. På germanska språk finns exempelvis danskans mesterskab (efter mester) och tyskans Meisterschaft (efter Meister). En annan grupp av europeiska språk använder avledningar av latinets campio (ursprungligen 'arenakämpe'), inklusive engelskan (champion och championship), franskan (champion och championnat), italienskan (campione och campionato), katalanskan (campió och campionat), spanskan (campeón och campeonato) samt portugisiska (campeão och campionato).
Inom idrotten finns olika typer av mästerskap[stävlingar]. I regel benämns en tävling där en mästare utses för mästerskapet, medan en tävling där flera mästare utses blir benämnt som mästerskapen. Den förra varianten är vanlig inom lagidrotter, där ett antal lag ofta kämpar om en enda mästartitel, medan en tävling inom exempelvis friidrott eller idrotter med en mängd olika viktklasser på motsvarande sätt blir benämnda som mästerskapen.
Sammansättningar eller fasta uttryck med ordet mästerskap i är vanliga, ofta baserat på omfattningen av tävlingen. En sådan tävling kan vara ett klubbmästerskap, distriktsmästerskap, svenskt mästerskap, nordiskt mästerskap, europamästerskap, världsmästerskap, juniormästerskap, seniormästerskap, amatörmästerskap eller proffsmästerskap. Mästerskapet kan dessutom antingen syfta på tävlingen och – relaterat till den äldre, föridrottsliga betydelsen av ordet mästare – mästarvärdigheten.